# 王鳳竹
王鳳竹（1548年—？），字允在，號儀台，直隸順德府唐山縣人，民籍，明朝政治人物。

## 生平
萬曆元年（1573年）癸酉科順天府鄉試第一百三十名，萬曆二年（1574年）甲戌科會試第二百六十六名，登三甲第八十一名進士。歴官山東長清縣知縣。八年六月选授刑科給事中，十年五月巡视京营，十一年二月升禮科右，十二年二月升四川右參議，分守下川南道，十四年三月升本省副使、整饬松潘兵备。

## 家族
曾祖王鎮；祖父王密，曾任監察御史；父王都，曾任教諭。前母喬氏；母陳氏。具慶下。